# Miquel Llompart Roig
Miquel Llompart Roig (Llucmajor, Mallorca, 5 de febrer de 1916 - Palma, 15 de juny de 1976) fou un ciclista de pista mallorquí. Miquel Llompart es proclamà campió d'Espanya de Velocitat en pista el 1940 a Palma; el 1941 i el 1943, també a Palma, aconseguí els respectius campionats d'Espanya de Ciclisme darrere moto stayer. Es retirà el 1944 després d'un accident al Velòdrom de Tortosa. Llompart animà a Guillem Timoner Obrador a dedicar-se al ciclisme.

## Palmarès
- 1940
  -  Campió d'Espanya de Velocitat
- 1941
  -  Campió d'Espanya Darrere moto stayer
  -  Campió d'Espanya Darrere moto comercial
  -  Campió d'Espanya de fons en pista
- 1943
  -  Campió d'Espanya Darrere moto stayer